# Мајстерзенгер
Претходници мајстерзенгера (нем. Meistersänger) су били извођачи народних песама (анонимни путујући песници, учитељи, студенти, људи из народа) који су током 15. и 16. века почели да се удружују у братства школују како би се, пре свега, разликовали од нешколованих песника.
Реч Meister (срп. мајстор, енг. master) потиче од латинске речи magister и означава вођу, надређеног, директора, команданта, председника итд, али и учитеља, тутора или титулу коју су добијали професори који су предавали филозофију или слободне вештине на средњовековним универзитетима. Дакле, мајстор означава онога који се истиче у ономе што ради. Мајстерзенгери су себе називали мајсторима певања јер су пролазили кроз строго образовање у школама мајстерзенгера, али су познавали и седам слободних вештина. 
За оснивача мајстерзанга сматра се Хајнрих фон Мајзен, познат под надимком Фрауенлоб (прев. "онај који хвали жене").
Први представници мајстерзанга су били Мускатблит, Ханс Росенплит и Михаел Бехајм, а најзначајнији представници су били Ханс Фолц и Ханс Закс.

### Одлике поезије мајстерзанга
Поезија мајстерзенгера је била под утицајем народних и црквених песама.
Форма песме је преузета из минезанга. Свака строфа се састојала од три дела: два једнака дела, која се називају Stollen, а који заједно чине Aufgesang, и трећег дела, познатог као Abgesang.
Мајстерзенгери су најчешће били представници занатског слоја, те им стога строга правила и хијерархија, какве су владале у цеховима, нису били страни. Култ форме представља наслеђе из доба минезанга, чију традицију су мајстерзенгери наставили.
У стваралаштву Михаела Бехајма се назиру особине певања мајстора, укључујући и форму и садржај, те се зато за његова дела може рећи да представљају "прелаз према школски организованом певању мајстора".
Њихов првобитни циљ је било доприношење верској служби, те је тематика у почетку била религиозна и имала је моралне поруке. Касније почињу да преовладавају забавне и сатиричне теме, а на тај начин они покушавају да се приближе укусу публике. Забавне и сатиричне теме су се највише подучавали у тавернама тзв. цехзинген, који није био званични део школе мајстерзанга.

## Школе мајстерзанга
Мајстерзенгери су сматрали да је уметност, тј. уметничко стварање, нешто што може да се научи и увежба. 
У овим школама су владала строга правила, која су сачињавала табулатуру. Ова правила је песник морао да прати при стварању сваке песме.
Меркери су били учитељи који су пратили у којој мери су ученици следили табулатуру. Они би исправљали њихове грешке и оцењивали степен савладаности правила, али и проверавали да ли песма има одговарајућу моралну поуку. Морална поука је морала имати хришћански карактер у складу са временом у ком је настала. Неопходно је било да песме проповедају вредности за које се залагао Мартин Лутер.
Када би песма одговарала свим захтевима, ученици би као награду добијаливенац или круну.
Ученици ових школа су на различитим степенима образовања и достигнућа имали различите титуле. Ученици су били полазници који су тек почели да изучавају табулатуру. Када би је савладали, добили би знање "школски пријатељ". "Певачима" су се називали они који су умели успешно да изводе песме ранијих мајстора, а "песници" су умели да напишу текст на већ познату мелодију. Онај ко уме да скроји сопствену песму, са оригиналним текстом и мелодијом, добио би звање "мајстора" и на тај начин успешно завршио школу мајстерзанга.
Мајстори су првобитно своје песме изводили у црквама (јер је њихов првобитни циљ било да својим певањем допринесу верској служби), а потом и на градским трговима.
Рихард Вагнер је у својој опери "Мајстори певачи из Нирнберга" описао тадашњи положај мајстерзенгера. Учени људи, хуманисти, али и читав народ им није придавао много значаја. Мајстерзанг је изнедрио свега неколико значајних имена, а после 1600. године постојали су покушаји да се мајстерзанг модернизује. Упркос томе школе мајстерзанга су полако почеле да пропадају и да се затварају. Школа која је најдуже опстала, све до 1875. године, била је школа мајстерзанга у Мемингену.
Прва школа мајстерзанга настала је у 14. веку у Мајнцу, одакле је мајстерзанг кренуо да се шири јужном Немачком, а најзначајнија је била школа у Нирнбергу, настала у 15. веку. 
Најзначајнији представници мајстерзанга су били Ханс Закс и Ханс Фолц, који су се школовали управо у Нирнбергу.

## Представници

### Ханс Закс
Ханс Закс (1494-1576) је био најзначајнији мајстерзенгер, који је по занимању био обућар. Закс је углавном писао краће форме - песме, летке, дијалоге, кратке приче, драмске призоре и карневалске игре. Он је 1520. године добио звање мајстерзенгера у школи у Нирнбергу, а касније је и водио школу мајстерзанга у Минхену.
Закс је био врло популаран међу људима и трудио се да се допадне широким народним масама. Његовој популарности допринело је откриће штампарије, а самим тим и масовно штампање његових дела (осим песама мајстерзанга јер су оне припадале нирнбершкој школи мајстерзанга). Његов циљ је било да својим делима образује и освести неписмени народ. Иако његова дела нису достигла велику уметничку вредност, он није много за то марио и сматрао је да "циљ оправдава средство".
Имао је утопијске визије хармоничне градске заједнице и највише се залагао за заједништво међу људима и значај рада, јер су у то време биле актуелне поделе у Нирнбергу. Сматрао је да су рад и заједништво једини пут до мирног суживота грађана. Убрзо је дошло до све веће грамзивости, себичности и конкуренције међу занатлијама и тада се повукао, увидевши да се његове идеје неће остварити.
Он је толико страсно подржавао Лутера и његове идеје да је своја дела претворио у средства за промоцију реформације и протестантизма. Његово најпознатије прореформацијски настројено дело је "Виртембершки славуј" у којој велича личност Мартина Лутера користећи алегорију. Међу његовим најпознатијим делима су карневалске игре ("Путујући ђак у рају", "Ђаво са старицом") у којима, такође, промовише протестантске идеје и напада римокатоличку цркву.
Рихард Вагнер је идилично приказао личност Ханса Закса у својој опери "Мајстори певачи из Нирнберга".

### Ханс Фолц
Ханс Фолц (1450-1515) је био други најзначајнији представник мајстерзанга. Осим тога што је био мајстерзенгер, он је био и реформатор мајстерзанга. Увео је нове мелодије и мотиве и борио се против некреативног стваралаштва.
Његов главни циљ је био да приближи Библију и теолошко-филозофска учења обичном народу, о чему говори у својим песмама.
Ханс Фолц је ипак био значајнији као писац карневалских или покладних игара. Ове игре су првобитно обележавале почетак Ускршњег поста и имале су религиозну тематику (одвраћале су од греха и разврата). Касније су у ова дела почела да улазе дешавања и пикантерије из свакодневног живота, те су на тај начин добиле на популарности.